# 長谷場敦
長谷場 敦（はせば あつし、1878年3月23日 - 1959年1月14日）は、日本の政治家。衆議院議員（1期）、鹿児島県串木野町長。

## 経歴
鹿児島県出身。鹿児島県川辺郡鹿籠村西鹿籠（後に西鹿籠村、東南方村、枕崎町、枕崎市）の初代東南方村長児玉久清（今給黎久清）の次男として生まれる。後に第三代東南方村長・初代枕崎町長や衆議院議員を務める今給黎誠吾は実兄。
郷校や三州義塾で学んだ後、上京して早稲田大学、東京外国語学校（現東京外国語大学）、善隣書院に入り清国語を学ぶ。長谷場純孝邸に寄食して東京外国語学校に通った。1902年、東京外国語学校別科清国語科卒。1905年12月、長谷場純孝の長女と結婚し、長谷場家の養嗣子となる。外国語学校卒業後は、陸軍で通訳をし、日露戦争に従軍する。その後、渋谷町会議員、豊多摩郡会議員、同副議長、三井物産社員、南薩鉄道(株)支配人、帝国調帯(株)専務取締役、東京文房具製造(株)取締役社長となる。
1920年の第14回衆議院議員総選挙において東京13区から立憲政友会公認で立候補して当選する。衆議院議員を1期務め、1924年の第15回衆議院議員総選挙には立候補しなかった。1935年串木野町長に就任。1936年と1937年の衆議院議員選挙、戦後1947年8月の参議院鹿児島県選挙区補欠選挙にも立候補したが当選は果たせず、1959年に死去した。